# Kuurne-Bruxelles-Kuurne 1988
La Kuurne-Bruxelles-Kuurne 1988, quarantatreesima edizione della corsa, si svolse il 6 marzo su un percorso di 226 km, con partenza e arrivo a Kuurne. Fu vinta dal belga Hendrik Redant della squadra Isoglass-EVS-Robland davanti al connazionale Noel Segers e all'olandese Jelle Nijdam.

## Ordine d'arrivo (Top 10)
| Pos. | Corridore               | Squadra        | Tempo    |
| ---- | ----------------------- | -------------- | -------- |
| 1    | Hendrik Redant          | Isoglass       | 5h59'00" |
| 2    | Noel Segers             | TVM-Van Schilt | a 35"    |
| 3    | Jelle Nijdam            | Superconfex    | s.t.     |
| 4    | Jean-Pierre Heynderickx | Sigma-Fina     | a 50"    |
| 5    | Yvan Lamote             | Isoglass       | s.t.     |
| 6    | Marc Sergeant           | Hitachi        | a 55"    |
| 7    | Patrick Tolhoek         | Roland         | s.t.     |
| 8    | Phil Anderson           | TVM-Van Schilt | s.t.     |
| 9    | Johan Devos             | ADR            | a 1'35"  |
| 10   | Luc Ronsse              | Isoglass       | s.t.     |